# 파구에현

파구에 현의 위치

파구에현(포르투갈어: Distrito de Pagué)은 상투메 프린시페 프린시페 섬에 위치한 현으로, 현도는 산투안토니우이며 면적은 136km2, 인구는 8,420명(2018년 기준)이다.